# 岩崎良夫
岩崎 良夫（いわさき よしお、1947年5月9日 - ）は、栃木県出身の元プロ野球選手（内野手）。

## 来歴・人物
作新学院高では、2年次の1964年に三塁手、一番打者として夏の甲子園に出場。1回戦は小松実に大勝するが、2回戦ではエース亀井進を擁する早鞆高に9回裏サヨナラ負けを喫する。翌1965年夏にも県予選準々決勝に進出するが、足利工に敗れる。
高校卒業後は、社会人野球の立正佼成会に進む。1967年の都市対抗野球に出場。1回戦は若生和也の好投もあり三菱重工神戸に大勝。しかし2回戦で日本楽器に9回裏サヨナラ負け。同年の産別大会では打率.538を記録し首位打者を獲得。若生以外のチームメートには監督兼任の金博昭がいた。
立正佼成会野球部の解散で河合楽器への移籍が決まっていたが、1967年のドラフト会議で広島カープから4位指名を受け入団。俊足好打の内野手として期待され、1969年には3試合に二塁手として先発出場。同年のジュニアオールスターにも出場したが、その後は出場機会がなく、1970年限りで現役を引退した。
現在は、高校野球の解説者を務める。

## 詳細情報

### 年度別打撃成績
| 年 度     | 球 団     | 試 合 | 打 席 | 打 数 | 得 点 | 安 打 | 二 塁 打 | 三 塁 打 | 本 塁 打 | 塁 打 | 打 点 | 盗 塁 | 盗 塁 死 | 犠 打 | 犠 飛 | 四 球 | 敬 遠 | 死 球 | 三 振 | 併 殺 打 | 打 率 | 出 塁 率 | 長 打 率 | O P S |
| --------- | --------- | ----- | ----- | ----- | ----- | ----- | -------- | -------- | -------- | ----- | ----- | ----- | -------- | ----- | ----- | ----- | ----- | ----- | ----- | -------- | ----- | -------- | -------- | ----- |
| 1968      | 広島      | 3     | 1     | 1     | 0     | 0     | 0        | 0        | 0        | 0     | 0     | 0     | 0        | 0     | 0     | 0     | 0     | 0     | 0     | 0        | .000  | .000     | .000     | .000  |
| 1969      | 広島      | 35    | 21    | 16    | 4     | 1     | 0        | 0        | 0        | 1     | 2     | 0     | 0        | 1     | 0     | 4     | 0     | 0     | 5     | 0        | .063  | .250     | .063     | .313  |
| 通算：2年 | 通算：2年 | 38    | 22    | 17    | 4     | 1     | 0        | 0        | 0        | 1     | 2     | 0     | 0        | 1     | 0     | 4     | 0     | 0     | 5     | 0        | .059  | .238     | .059     | .297  |

### 背番号
- 30 （1968年 - 1969年）
- 45 （1970年）